# Coleophora niphomesta
Coleophora niphomesta é uma espécie de mariposa do gênero Coleophora pertencente à família Coleophoridae.